# Валютний виторг
Валютний виторг — сума надходжень в іноземній валюті від експорту товарів і послуг, від міжнародних кредитів, виконання робіт в інших країнах та всередині країни за іноземну валюту. 
У колишньому СРСР валютний виторг надходив у розпорядження держави, а підприємства й організації, що поставляли товари і послуги на експорт, отримували відповідний еквівалент у карбованцях, розмір якого визначався за офіційним валютним курсом або валютним коефіцієнтом. Із проголошенням державної незалежності валютний виторг залишається в Україні. Верховна Рада України в 1992 році встановила податковий принцип розподілу валютного виторгу, порядок визначення суми виторгу, що оподатковується, та розміри ставок податку до державного валютного фонду, які становлять від 15 до 70% валютного виторгу за групами товарів.

## Дивись також
- Виторг
- Виторг від реалізації